# Julio Milostich
Julio Pelegrin Milostich Muñoz (Punta Arenas, Región de Magallanes, 5 de octubre de 1966) es un actor chileno de teatro, cine y televisión. 
El estilo cínico, explosivo, arrollador y moralmente antagónico de muchos de sus personajes y su condición de galán poco convencional son algunos de los rasgos más recordados destacados. Entre sus papeles destacan su interpretación del General Bernardo O'Higgins en Héroes y como el aclamado y alabado José Luis Echeñique, el protagonista de El señor de La Querencia.

## Biografía
Nacido en Punta Arenas el 5 de octubre de 1966, su padre falleció cuando tenía 10 años, por lo que su madre, Magdalena Muñoz, tuvo que encargarse de su familia, compuesta por 5 hermanos.
Estudió la enseñanza básica en la escuela E-20 y siguió sus estudios en el Liceo Salesiano San José, de Punta Arenas. Impulsado por los sacerdotes, en 1986 emigra a Santiago para estudiar en la escuela de Arte Dramático DRAN. Para financiar sus estudios tuvo que hacer varios trabajos, incluyendo de DJ, barman y garzón.
Milostich tiene dos hijos, Mateo e Isidora.[actualizar]

## Ámbito actoral

### Inicios
Su primera audición a una obra de teatro fue en 1988, para trabajar en La batuta. Junto al actor y director Mateo Iribarren hizo una versión de El principito y poco después le ofrecieron participar en Crónica de una muerte anunciada, donde conoció a Alejandro Trejo, uno de sus grandes amigos hasta el día de hoy, y a quien considera como su mentor. Junto con él formaron la compañía La comarca.
La primera incursión televisiva que hizo Milostich fue en Mea culpa, de TVN, bajo la dirección de Carlos Pinto.
En 2004 comienza a trabajar en Canal 13, siendo su primer rol en una teleserie el de Manuel Doren para Hippie, donde llegó porque la directora de casting de Canal 13 lo vio actuando en la obra El oscuro vuelo compartido. Luego ha sido rostro permanente de las teleseries del primer semestre de Canal 13 en producciones como Brujas (2005), Descarado (2006), y Papi Ricky (2007).

### Héroes y el señor de La Querencia
Sin embargo, su gran salto se dio en 2007, cuando le tocó interpretar a Bernardo O'Higgins, en la miniserie Héroes de Canal 13, obra por la cual fue nominado al Premio Altazor en el 2009. El director Ricardo Larraín, que estuvo a cargo del proyecto sobre Bernardo O'Higgins, cuenta que eligió a Milostich por su parecido físico con el prócer. La interpretación de O'Higgins por parte de Milostich fue considerada magistral.
Gracias a su interpretación en el telefilme, la directora María Eugenia Rencoret reparó en él y lo fichó por dos años para el área dramática de TVN. Durante el año 2008 participó en la teleserie nocturna de dicha televisora, El señor de La Querencia, donde interpretó a José Luis Echeñique, el dueño de La Querencia y antagonista principal de la telenovela. Aunque Milostich dijo que, "Hacer el papel de malo es un gran desafío", también aseguró estar feliz con su último desempeño en la televisión. A pesar de ello, el estrés y la presión del personaje eventualmente lo llevarían a pedir unas semanas de descanso en dos oportunidades, y según declaró su hermana, el incidente de Milostich en un bar de Ñuñoa en 2008, sería producto de ello.

### Problemas judiciales y de salud
El 14 de agosto de 2008, el actor protagonizó una riña en el restaurante UVA, ubicado en Ñuñoa, con Marcelo Aravena, un amigo y dueño de aquel negocio ubicado en el sector de Plaza Ñuñoa. El incidente se inició con una conversación sobre política, y terminó con Aravena siendo llevado de urgencia a la Clínica Alemana de Santiago con diversas lesiones. Al final, quedó con 36 puntos en la cabeza, hematomas en el pie izquierdo y en su brazo.
Como consecuencia, Aravena acudió el día 20 de agosto al Octavo Juzgado de Garantía de Santiago y presentó una querella en contra de Julio Milostich.
El 17 de agosto, antes de que estos eventos se dieran a conocer, el actor fue internado en la Clínica Bretaña, especializada en la rehabilitación en adicciones y trastornos de la alimentación, para ser tratado por alcoholismo.
El incidente impactó a familiares y amigos del actor. Sigrid Alegría (Leonor en El señor de La Querencia), declaró que «tras un año muy potente para él, un año con un personaje que le enseñó a conocer un umbral de emociones demasiado alto [...] Julio Milostich llegó a un límite».
El 24 de septiembre Milostich asistió a la audiencia, donde la Fiscalía lo formalizó por el delito de lesiones menos graves en contra de Marcelo Aravena., quien no obstante no se presentó al juzgado, por lo que la jueza del 8.º Juzgado de Garantía Alicia Rosende fijó una nueva audiencia de salida alternativa para el 14 de octubre. Aun así, se ratificó un acuerdo prejudicial previo, consistente en el pago de 600 mil pesos por parte del actor y el ofrecimiento de disculpas públicas al empresario.
Sin embargo, la gran expectación periodística provocada por estos hechos llevó a que finalmente las partes llegaran a un acuerdo, transformado en escritura pública y firmado el 1 de septiembre de 2008 en la notaría de Félix Jara.
El 14 de octubre, Milostich acudió a la audiencia de acuerdo reparatorio con la que se puso fin a la investigación en su contra. Según el acuerdo reparatorio, Milostich reconoció los hechos por los cuales se le acusaba, escribió unas disculpas para Marcelo Aravena, haría pago de 600 mil pesos a Aravena para gastos médicos y adhirió a un acuerdo de confidencialidad en el cual se comprometió a no hablar públicamente de la agresión. De trasgredir esta norma, debería pagar 5 millones de pesos.

### Retiro temporal
Julio Milostich tuvo que abandonar varios proyectos tanto en teatro como en la televisión debido a sus problemas judiciales y de salud. Entre estos casos estaba César, un montaje dirigido por Alejandro Trejo, que trata sobre los vicios en la política, y que marcaría el regreso de Milostich al teatro tras 4 años.
Por otro lado, en televisión, Milostich interpretaría los papeles de Bruno Alberti en ¿Dónde está Elisa? o Nacho Estévez en Los exitosos Pells de TVN, pero finalmente tuvo que ser reemplazado por Francisco Reyes, en el primero y por Cristian Riquelme, en el segundo.

### Regreso
En marzo de 2009, ya habiendo superado los difíciles momentos vividos el año anterior, Julio Milostich regresó finalmente a los escenarios con la obra El hombre de La Mancha del Teatro Municipal de Santiago, donde junto a la participación de Amaya Forch y del tenor Daniel Farias, interpretaría al idealista "Don Quijote". Ese mismo año participaría como parte del elenco de actores en la franja electoral para las elecciones presidenciales para la campaña del candidato Jorge Arrate. La obra sería nuevamente puesta en cartelera del mismo recinto durante el verano de 2010, en el marco del Festival Santiago a Mil.
Regresó a Canal 13 en 2010 actuando en la teleserie Primera dama y en 2014 en el drama Secretos en el jardín.
En 2014, Milostich encarnó a Rodrigo Pérez de Uriondo, un capitán español que llegó al fuerte de Villarrica durante la guerra de Arauco entre los españoles y mapuches en la serie Sitiados dirigida por Nicolás Acuña. En el reparto le acompañaron entre otros Andrés Parra, Marimar Vega y Benjamín Vicuña. La serie fue estrenada en Fox y en TVN, de dicho año.
En noviembre de 2015 recibe en su hogar una notificación de Canal 13 donde deciden prescindir de su labor como actor tras no ser convocado en los próximos proyectos del área de ficción.
En 2019 protagoniza el drama Río Oscuro junto a Claudia Di Girolamo y Amparo Noguera en Canal 13. En el mismo año, apareció en Gemelas de Chilevisión.

## Filmografía
| Año  | Título                              | Papel                  | Director           |
| ---- | ----------------------------------- | ---------------------- | ------------------ |
| 2015 | Vaciones en familia                 | Juan Kelly             | Ricardo Carrasco   |
| 2016 | Tierra Yerma                        | Jorge                  | Miriam Heard       |
| 2016 | Neruda                              | Entrevistador de Radio | Pablo Larraín      |
| 2016 | Un hombre interesado en la justicia | Coronel                | Jaime Amunategui   |
| 2017 | Libertad                            | Sebastián              | Ariel Rafalowski   |
| 2017 | Nublado, cubierto y lluvia          | Alberto                | Fernando Solís     |
| 2018 | Contra el demonio                   |                        | José Miguel Zúñiga |
| 2019 | Sumergida                           |                        | Andrés Finat       |
| 2019 | Café para llevar                    |                        | Eric Correa        |
| 2020 | Alto Hospicio                       |                        | Jorge Olguín       |
| 2023 | Cacique mulato                      |                        | Jorge Grez         |
| 2025 | Detrás de la lluvia                 |                        | Valeria Sarmiento  |

## Televisión
| Año  | Título                   | Papel                                | Ref.            |
| ---- | ------------------------ | ------------------------------------ | --------------- |
| 2004 | Hippie                   | Manuel Doren                         |                 |
| 2005 | Brujas                   | Fabián Mainardi                      |                 |
| 2006 | Descarado                | Marco Antonio Ferrada                |                 |
| 2007 | Papi Ricky               | Renato Del Río                       |                 |
| 2007 | El señor de La Querencia | José Luis Echenique                  | Papel principal |
| 2008 | Viuda Alegre             | Alfonso Correa                       | ¿? episodios    |
| 2009 | Conde Vrolok             | Padre Faustino Rengifo               |                 |
| 2010 | Primera Dama             | Leonardo Santander                   | Papel principal |
| 2012 | Las Vega's               | Álvaro Sandoval                      | Antagonista     |
| 2013 | Secretos en el jardín    | Francisco O'Ryan                     |                 |
| 2016 | Sres. papis              | Eduardo Bachi                        | 3 episodios     |
| 2017 | Verdades ocultas         | Pedro Mackenna                       | 67 episodios    |
| 2018 | Gemelas                  | Manuel Vázquez de Acuña              |                 |
| 2019 | Río oscuro               | Juan Echeverría                      | Antagonista     |
| 2023 | Juego de ilusiones       | Julián Mardones / Guillermo Mardones | Papel principal |
| 2024 | Juego de ilusiones 2     | Julián Mardones                      | Papel principal |

| Año  | Título                 | Papel                     | Ref.                           |
| ---- | ---------------------- | ------------------------- | ------------------------------ |
| 1994 | Mea culpa              | Alfonso Salinas           | Episodio: El comienzo del fin  |
| 2000 | Gracias por la vida    | Donante                   | Episodio: El anónimo           |
| 2002 | El día menos pensado   | Rubén                     | Episodio: El viaje al más allá |
| 2003 | La vida es una lotería | Pablo                     | Episodio: Todo el plata        |
| 2003 | Justicia para todos    | Ignacio Ahumada           | Episodio: Cuestión de piel     |
| 2004 | Geografía del deseo    | Bernardo                  | Episodio: Feliz cumpleaños     |
| 2007 | Héroes                 | Bernardo O'Higgins        | Papel principal                |
| 2008 | Cárcel de Mujeres 2    | Ricardo Cisternas         | Papel principal                |
| 2011 | Vida por vida          | Álex Mackenna             | Papel principal                |
| 2014 | Puerto Hambre          | Pedro Sarmiento de Gamboa | Papel principal                |
| 2015 | Sitiados               | Rodrigo Pérez de Uriondo  | 2 episodios                    |
| 2016 | Bala loca              | Esteban Larrondo          | 4 episodios                    |
| 2017 | Irreversible           | Aníbal Valenzuela         | Episodio: Cuento salvaje       |
| 2018 | Mary & Mike            | Guillermo                 | Episodio: Luna de miel         |
| 2022 | La jauría 2            | Alan Sánchez              | 3 episodios                    |
| 2022 | Paola y Miguelito      | Waldo Maturana            |                                |
| 2023 | La vida de nosotras    | Antonio Ballesteros       | Episodio: Isabel               |

## Teatro
- Crónica de una muerte anunciada
- Galileo Galilei
- La comarca del jazmín
- La marejada
- Fantasmas borrachos
- La zapatera prodigiosa
- Provincia Kapital (2004)
- El loco afán
- El desvarío
- El hombre de La Mancha (2009) - Miguel de Cervantes/Don Quijote de la Mancha
- My Fair Lady (2010)
- Tenías que ser tú (2013) - Vito Pignoli
- Pobre Inés sentada ahí (2016)

## Premios y nominaciones
Milostich ha recibido numerosos premios y varias nominaciones.
Premios Altazor
| Año  | Categoría                 | Telenovela o Serie       | Resultado |
| ---- | ------------------------- | ------------------------ | --------- |
| 2008 | Mejor actor de televisión | Héroes                   | Nominado  |
| 2009 | Mejor actor de televisión | El señor de La Querencia | Nominado  |

Premios APES
| Año  | Categoría                 | Telenovela o Serie       | Resultado |
| ---- | ------------------------- | ------------------------ | --------- |
| 2008 | Mejor actor de Televisión | El señor de La Querencia | Ganador   |

Premios Caleuche
| Año  | Categoría                             | Telenovela o Serie   | Resultado |
| ---- | ------------------------------------- | -------------------- | --------- |
| 2024 | Mejor actor protagónico en teleseries | Juego de ilusiones   | Nominado  |
| 2025 | Mejor actor protagónico en teleseries | Juego de ilusiones 2 | Nominado  |

### Otros premios
| Año  | Premio          | Categoría                 | Telenovela o serie       | Resultado |
| ---- | --------------- | ------------------------- | ------------------------ | --------- |
| 2008 | Copihue de Oro  | Mejor Actor de Televisión | El señor de La Querencia | Ganador   |
| 2008 | Premio TV Grama | Mejor Actor               | El señor de La Querencia | Ganador   |
| 2008 | Premio Fotech   | Mejor Actor principal     | El señor de La Querencia | Ganador   |
| 2010 | Premio Fotech   | Mejor Actor principal     | Primera Dama             | Ganador   |

## Vídeos musicales
| Año  | Título             | Artista     | Dirección    |
| ---- | ------------------ | ----------- | ------------ |
| 2025 | No Voy A Olvidarte | Flor de Rap | Ignacio Cruz |